# William Dennison junior

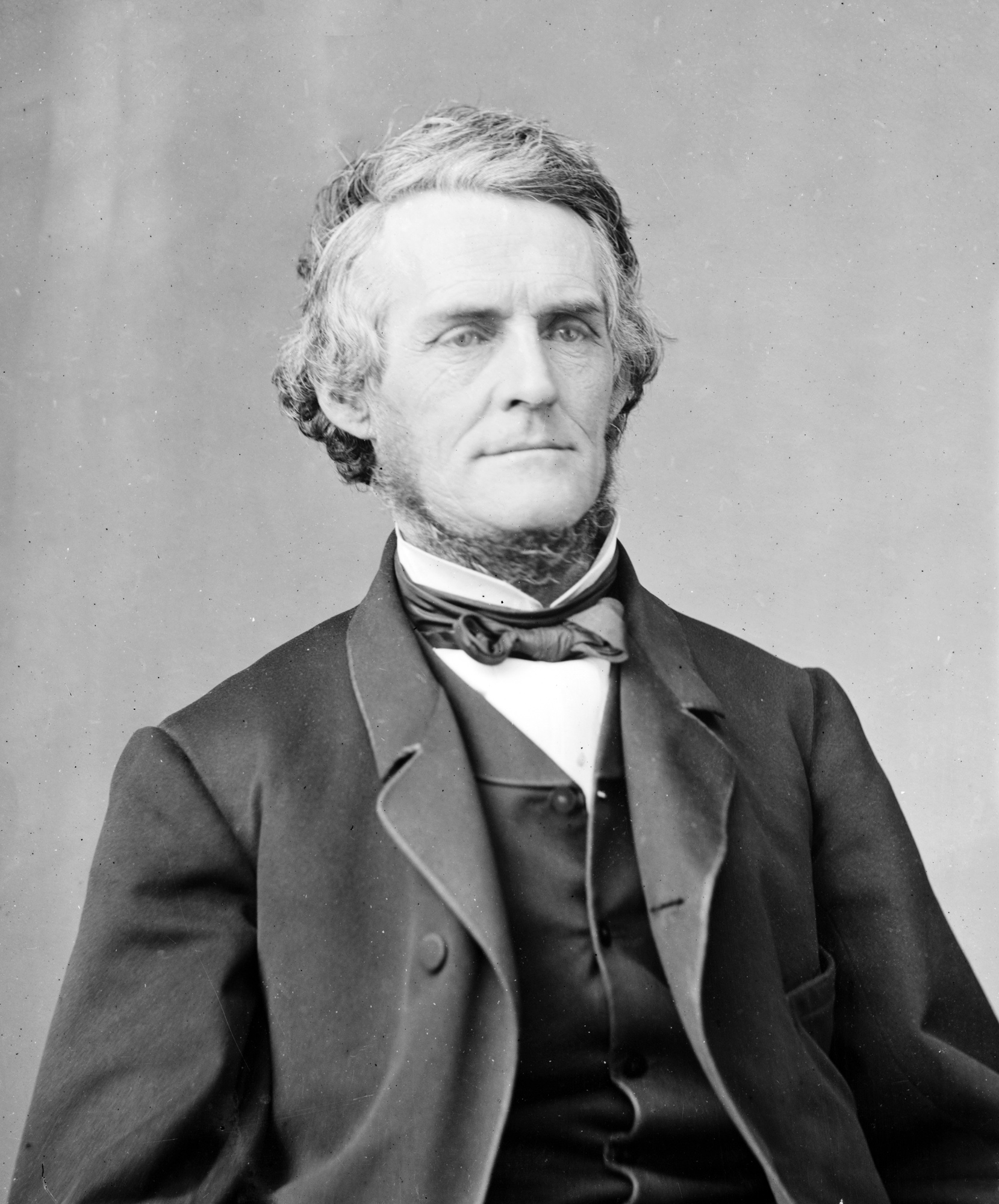
William Dennison Jr.

William Dennison junior (* 23. November 1815 in Cincinnati, Ohio; † 15. Juni 1882 in Columbus, Ohio) war ein US-amerikanischer Politiker. Er war von 1860 bis 1862 der 24. Gouverneur des Bundesstaates Ohio sowie US-Postminister zwischen 1864 und 1866.

## Frühe Jahre und politischer Aufstieg
William Dennison besuchte bis 1835 die Miami University. Nach einem anschließenden Jurastudium begann er in Columbus als Anwalt zu arbeiten. Neben seiner juristischen Tätigkeit engagierte er sich auch im Eisenbahn- und Bankgeschäft. Später wurde er sowohl Präsident einer Bank als auch einer Eisenbahngesellschaft.
Dennison war ursprünglich Mitglied der Whigs, für die er im Jahr 1848 auch in den Senat von Ohio gewählt wurde. In der nationalen Diskussion um die Frage der Sklaverei bezog er eindeutig Stellung gegen diese Institution. Folgerichtig trat er nach dem Zusammenbruch der Whig Party der 1854 gegründeten Republikanischen Partei bei. Er setzte sich für die Abschaffung der sogenannten „Black Laws“ ein, die in Ohio die Schwarzen diskriminierten. Dieses Ziel wurde 1849 erreicht. Im Jahr 1859 wurde Dennison als Nachfolger von Salmon P. Chase zum neuen Gouverneur seines Landes gewählt.

## Gouverneur von Ohio
Dennison trat sein neues Amt am 9. Januar 1860 an. In seine zweijährige Amtszeit fiel der Beginn des Bürgerkrieges. Der Gouverneur unterstützte alle Kriegsanstrengungen der Bundesregierung unter Präsident Lincoln. Er übertraf das für Ohio vorgesehene Kontingent an Soldaten. Insgesamt wurden in seiner Regierungszeit über 100.000 Männer gemustert und der Armee zugeführt. Ein Teil dieser Armee wurde unter General George B. McClellan nach West Virginia entsandt, um die dortige bundestreue Bevölkerung vor konföderierten Übergriffen zu schützen. Er sorgte für die Umstellung der Industrieproduktion auf den Rüstungsbedarf und die Einrichtung mehrerer Ausbildungslager für die Armee. Gleich zu Beginn des Krieges stellte er die Eisenbahnen und Telegrafendienste unter staatliche Aufsicht, um sie für das Militär nutzbar zu machen.
Innenpolitisch unterliefen ihm einige Fehler, die ihn im Jahr 1862 seine Wiederwahl kosteten. Dabei spielte vor allem der Umgang mit den Finanzen eine Rolle. Allerdings ging es nicht um persönlichen Missbrauch, sondern um Verfahrensfehler bei der Verbuchung.

## Mitglied der US-Regierung
Nach dem Ende seiner Gouverneurszeit im Januar 1862 wurde Dennison wieder als Rechtsanwalt tätig. Er beriet aber auch seinen Amtsnachfolger David Tod. Im Jahr 1864 war Dennison Vorsitzender des Parteitags der Republikaner, auf dem Abraham Lincoln erneut zu deren Präsidentschaftskandidaten nominiert wurde. Bald darauf berief ihn Lincoln zum Postmaster General in sein Kabinett. Dieses Amt behielt er bis 1866. Dann trat er wegen Differenzen mit dem neuen Präsidenten Andrew Johnson von diesem Amt zurück.
Im Jahr 1872 war er als möglicher Kandidat für die Vizepräsidentschaft im Gespräch. Zwischen 1874 und 1878 war Dennison als Vorsitzender des Board of Commissioners  Bürgermeister der Bundeshauptstadt Washington, D.C. Neben seinen geschäftlichen Hauptgebieten als Anwalt, Bank- und Eisenbahnmanager gründete Dennison im Franklin County eine landwirtschaftliche Vereinigung. Er war außerdem im Stadtrat von Columbus. William Dennison starb im Juni 1882. Mit seiner Frau Anne Neil hatte er sieben Kinder.